# Ulldemolins
Ulldemolins és un municipi de la comarca del Priorat, situat en un congost de la vall del riu de Montsant, entre els vessants meridionals de la serra la Llena i els septentrionals del massís del Montsant.
És a l'extrem nord de la comarca, al límit amb la Conca de Barberà i les Garrigues. Al nord, de ponent a llevant, troba els termes garriguencs de Juncosa i de la Pobla de Cérvoles. A llevant, el terme de Vilanova de Prades, que pertany a la Conca de Barberà. La resta de límits ja pertanyen tots al Priorat: Cornudella de Montsant al sud-est, la Morera de Montsant al sud, i Margalef a ponent.

## Etimologia
Al segle xii ja es parla del lloc d'"Oculo de molinis", que és exactament la construcció que, aglutinada, forma el nom actual del poble. Possiblement vol dir que és el centre (l'ull) d'un lloc ple de molins. Es tracta, doncs, d'un topònim romànic descriptiu.

## Geografia
- Llista de topònims d'Ulldemolins (Orografia: muntanyes, serres, collades, indrets..; hidrografia: rius, fonts...; edificis: cases, masies, esglésies, etc).

El terme municipal d'Ulldemolins està perfectament emmarcat per dues serres: al nord, la serra la Llena; al sud, la serra del Montsant. El límit ponentí el marquen dues carenes que enllacen les dues serres principals, mentre que el de llevant és molt menys clar, ja que no segueix clarament cap element orogràfic important.
Al nord, tanmateix, en un lloc travessa el vessant de ponent de la serra la Llena, i abraça la capçalera del que serà el riu d'Oró: el barranc del Purgatori, amb uns quants barrancs subsidiaris seus. Això fa que el terme s'allargassi cap al nord-oest, formant una mena de banya que s'escapa de la regularitat relativa de la resta del terme. El poble d'Ulldemolins es troba més o menys al centre del terme, en l'única zona una mica plana del municipi.

### Els límits del terme
La serra la Llena és el marc nord-est del terme d'Ulldemolins, des de la punta del Moliner, al voltant de 885 m, fins a la serra el Pujol, de 871, la punta del Panto, de 912, i la punta del General, de 923. D'aquí va davallant cap al sud-oest, fins a la Torre de la Llena, una antiga torre de comunicacions, que és a 851 m. La torre, tanmateix, és dins del terme de la Pobla de Cérvoles, de les Garrigues. Aquest sector forma una cinglera, tot i que no tan espectacular com la que, davant per davant forma la serra del Montsant, i el lloc és conegut com les Solanes. Destaca, completament dins del terme d'Ulldemolins, la punta del Pagès, de 741 m, que n'és, de fet, un contrafort.
En aquest lloc és on el terme d'Ulldemolins inflexiona cap al nord, per formar el seu sector garriguenc: la vall del barranc del Purgatori. Els límits de llevant i septentrional d'aquest sector són un xic arbitraris, ja que no segueixen exactament una carena ni una sola vall, ja que de fet en fraccionen una (la del barranc de les Garrigues), mentre que el límit ponentí sí que és una única carena, que va a trobar la continuació per ponent de la serra la Llena, amb el cim de la Venta, de 794 m d'altitud. Tanmateix, segueix poc tros aquesta carena, ja que aviat parteix cap al sud, per formar el límit de ponent del terme. Pel nord, el termenal es manté tota l'estona entre 700 i 600 m d'altitud, llevat de la llera dels dos barrancs que acabem d'esmentar, que deixen Ulldemolins a 550 i 625 metres d'altitud, respectivament. Dins d'aquesta vall destaca un turó que queda aïllat dels que formen el termenal: la punta de l'Amigó, de 673 m alt.
El límit de ponent el constitueix una carena que baixa des de la Venta cap al riu Montsant, on, de fet, enllaça amb una altra carena que puja cap a la serra del Montsant, però ja fora del terme d'Ulldemolins. Des de la Venta, la carena baixa fins al riu, que abandona el terme a 445 m d'altitud. La zona per on discorre aquest termenal, tant pel vessant d'Ulldemolins com pel de Margalef, és la zona coneguda com a Colldemònecs (és a dir, Coll de Monjos, atesa la gran quantitat de coves que en èpoques llunyanes serviren d'aixopluc a monjos eremites). Aquest paratge, dominat per una gran roca, fou fins i tot abans de la conquesta cristiana del lloc, l'escenari d'un asceteri, que degué ser el fonament dels posteriors asceteris de Bonrepòs i Escaladei.
El límit sud-oest, durant un bon tros el marca el mateix riu Montsant, cap als 450 m d'altitud. Quan se li ajunta el barranc del Vidalbar, sota mateix la Cova de l'Argamassa, el termenal emprèn una carena cap a llevant, passa pels Ventadors, a 937 m d'altitud, i ràpidament s'enfila fins als 1059 m, a la punta dels Pins Carrassers. Som ja en ple Montsant: el grau del Llop (1057 m), el Pi de la Carabasseta (1041 m), la roca del Llençol (1054 m), el grau del Parral (1026m), la punta del Llurba (1103 m), lo Trenet (1017 m), la portella del Peret (998 m), la punta del Peret (1045 m), el Baixés del Belard (1044 m) i, quan ja és a les envistes de l'ermita de la Mare de Déu del Montsant, al grau del Belard (1024 m), s'acaba el terme d'Ulldemolins, que trenca cap al nord-est i baixa ràpidament per formar el límit est. Cal afegir que en tota aquesta extensió, la serra del Montsant forma una important cinglera que mira cap a la vall del poble d'Ulldemolins. Hi destaca el cingle de Fontalba, format pels cims més alts que acabem d'esmentar.
Un detall que no se'ns ha d'escapar és que entre les elevacions que hem esmentat n'hi ha que s'anomenen grau o portella: són els llocs per on discorrien els antics camins de bast. El significat de portella és clar (emparentat amb porta), el de grau potser no tant, actualment: és la mateixa paraula que dona graó i, com portella, indica lloc de pas per a un camí en una serralada més o menys esquerpa. N'hi ha d'altres, encara, tot i que no són termenals, com el grau de la Cova del Corb, per on el camí davallava des de prop de la punta del Llurba, cap a la cova del Corb i, a la llarga, fins a Ulldemolins, procedent des de la Morera de Montsant.
Malgrat que el pendís entre la serra del Montsant i la plana on hi ha el poble és força sobtat, cal esmentar alguna de les elevacions que destaquen en aquest paisatge, com la Trona, cap a ponent i la punta de la Galera, una mica al sud-oest d'Ulldemolins.
El límit de llevant és molt menys fàcil d'explicar, ja que baixa sobtadament a trobar el barranc de la Bova (un dels que formen el riu Montsant), que travessa a uns 645 m al lloc de les Alzines del Xavo, i torna a pujar, sempre cap al nord-est, fins als 776 m, a prop del mas del Pataco. Allí ressegueix un tros el camí que passa per aquell lloc, i a mig camí del collet Blanc es torna a enfilar, ara cap al nord, es va enfilant cap als 800 m, passa prop del corral de la Carraca (al terme de Cornudella de Montsant), cap al corral del Llurba, a 809 m, i segueix una carena cap al nord que baixa a buscar el riu de Prades, que travessa a uns 650 m. Aquesta zona és anomenada les Mines, i pel costat del terme veí de Vilanova de Prades, de la Conca de Barberà, conté antigues mines. D'aquí encara s'acaba d'enfilar, ara cap al nord-oest, fins a trobar la serra la Llena. Puja ran del mas de Moliner, per la solana del Pau Sants, fins a arribar a prop de la ja esmentada punta del Moliner.

### Ulldemolins
La zona on és el poble d'Ulldemolins sembla una zona plana, tot i que no és ben bé així. De fet, el poble és en un coll format per una carena més suau, que baixa dels 800 als 650 m d'altitud, aproximadament. És la carena que separa el riu de Prades, al nord, del riuet del Teix, al sud. La unió d'aquests dos rius, a prop i a ponent d'Ulldemolins, forma el riu Montsant. El poble està lleugerament arrecerat a llevant per la serreta del Collet Blanc (al voltant dels 776 m), i a ponent pel collet dels Arçons, de 672 m.

### Hidrografia

#### El riu de Prades
Tot el sector del nord-est del terme gira entorn del riu de Prades i els seus barrancs. D'aquests, destaquen pel nord el barranc dels Escarrocs, a prop del poble, i el del Maset, poc abans d'unir-se amb el riuet del Teix. Pel sud, l'important barranc del Restós, el barranc de la Font Bosqueta i el de l'Olla, que s'ajunten a prop i a llevant del poble.

#### El riuet del Teix
El sud-est és al voltant del riuet del Teix. Format pel barranc de la Bova i el de les Alzines, que s'uneixen just en entrar en terme d'Ulldemolins procedents del de Cornudella de Montsant, i el de les Comes, al cap de poc d'haver-se ajuntat els dos anteriors, el riu del Teix rep per l'esquerra tot de barrancs curts i de gran desnivell que davallen del Montsant, entre els quals cal esmentar l'anomenat Fontalba, que baixa de la cinglera i font homònimes, i el de Sant Antoni, que prové d'on hi ha l'ermita d'aquell nom.

#### El riu Montsant
Un cop ajuntats aquests dos rius, es forma el riu Montsant, que entra en la zona més feréstega de l'interior del terme. S'ajunten sota les Crestes del Blai, de la serra la Llena, i a prop del Molí de l'Espasa, i ràpidament es fiquen en un congost al mig del qual, en l'única zona on s'obre una mica la vall, hi ha l'ermita de Sant Bartomeu de Fraguerau. És una zona plena de coves que també foren escenari de vida eremítica (de fet, queda a prop, al sud-est, del coll de Mònecs. Hi destaquen la roca Balladora, la cova dels Morts, les coves Fortaleses, la cova de l'Espardenya, la cova del Blai, les coves Roges, la cova del Fem, la cova de la Pastera, la cova Llarga, les coves del Moliner, les coves del Francès, l'avenc del Montlleó... També alguns antics molins, com el Molí Nou.

#### El barranc del Purgatori
De l'apèndix del nord, marcat per la vall del barranc del Purgatori, cal destacar que es tracta de la vall principal, del barranc esmentat, i la del seu afluent per ponent, el barranc del Gris. Al costat de llevant, a més, pertany a Ulldemolins un fragment de la vall superior del barranc de les Garrigues, que ja hem esmentat. Com ja hem expressat anteriorment, aquesta vall pertany geogràficament a la comarca de les Garrigues.

#### Els barrancs de Fraguerau

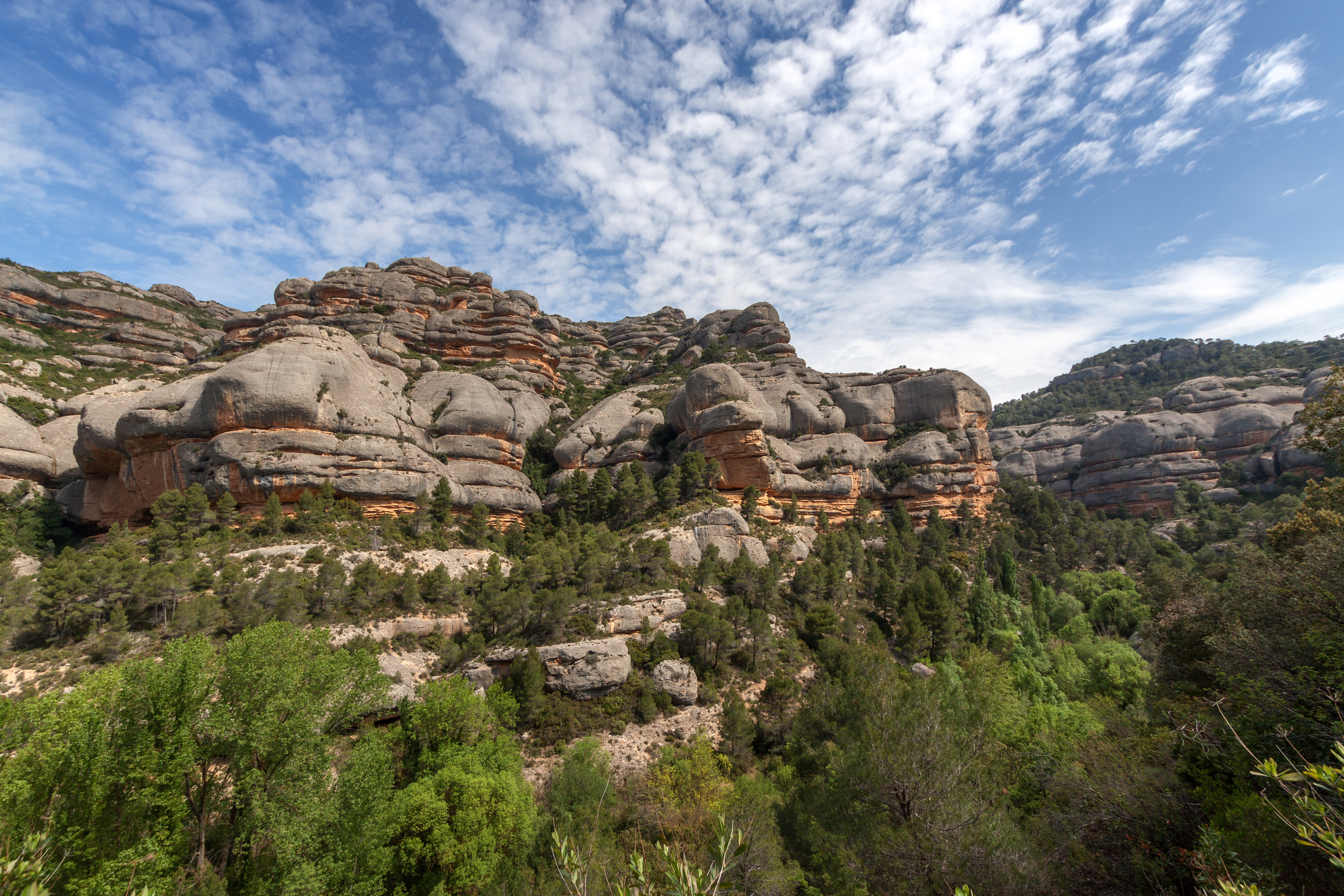
Congost de Fraguerau.

El congost de Fraguerau és solcat per moltes barranqueres de profund traçat, que van obrint a banda i banda d'altres congostos subsidiaris, que contribueixen a augmentar l'espectacularitat del lloc. Dels que venen del nord, pel costat dret del riu destaquen el racó de la Pastera, el barranc de Sant Bartomeu i, ja a prop del límit de ponent del terme, el barranc de Colldemònecs i el Gall. Per l'esquerra, es destaca el racó de la Polleria i la canal del Descarregador. Són, aquests darrers, barrancs de més curt recorregut, que baixen més a plom des de la serra del Montsant.

### Fraguerau
A la zona de Sant Bartomeu de Fraguerau, les formacions geològiques tenen noms curiosos que remeten o bé a llegendes suggerents o, simplement, a meres descripcions de les formes que agafen. És dels trossos del terme d'Ulldemolins que, tot i la dificultat per arribar-hi, mereixen una visita. Es tracta de la roca Balladora, el cap de Mort, els Tres Jurats, els Tres Jurats Petits, el pas de les Barretes, el Camell, la Cadira, el Pont Penjat per travessar el riu, els Pontarrons, el Bisbe, el Formatge, la Sella, les Cadolles Fondes...
L'ermita de Sant Bartomeu de Fraguerau és en un racó clos, anomenat racó de Sant Bartomeu, pel qual discorre el barranc del mateix nom. És un indret on, amb una mica d'imaginació, ens podem transportar a l'alta edat mitjana i imaginar la de vida absolutament ascètica d'ermitans, traient el nas entre les roques, guaitant des dels seus amagatalls en les nombroses coves el caminant agosarat que tenia el valor d'emprendre el camí per aquella vall, absolutament tancada i tenebrosa. El to clar dels seus conglomerats oligocènics ofereix un viu contrast amb les llicorelles fosques del seu peu.
Passada la zona de Fraguerau, la vall s'eixampla progressivament, però. Sobretot, deixa de tenir a banda i banda roques i coves que evoquen fantasmes imaginaris, tot i que manté tota l'estona el seu aspecte de barreja de colors que hem explicat en el punt anterior.

## Economia
L'economia del poble es basa principalment en l'agricultura. Els conreus majoritaris són l'olivera, l'ametller i la vinya. La gran quantitat de molins fa pensar en una important activitat antiga de caràcter preindustrial, basada en la molta, tant de cereals, com d'oli i de vi.

## Història
Hi ha indicis que el lloc ja estava habitat durant la prehistòria, encara que l'origen de l'actual vila data de l'època islàmica, quan era població fortificada sota el domini del valí de Siurana, encarregat de la defensa d'aquest lloc. Després de la Reconquesta, li és atorgada la Carta de Població pel rei Alfons I, juntament amb Albert de Castellvell, el 31 de gener de 1166. Passà més tard a formar part del Comtat de Prades, i la Cartoixa d'Escaladei exercí també domini i propietat sobre finques i ermites del terme. Cal destacar, com a aspecte històric interessant, la presència d'ermitans a les muntanyes del Montsant, massís que deu el nom a l'existència de nombroses ermites que s'aixequen al seu voltant.
Actualment, el poble d'Ulldemolins és l'únic poblament del municipi, però cal pensar en un poblament antic bastant repartit en masos, molins i fins i tot habitacles troglodítics. La major part avui són deshabitats, alguns del tot rònecs, o, en tot cas, refets com a segona residència.
A part de la zona de Colldemònecs i Fraguerau, testimonis clars d'eremitisme, també se'n conserven restes a la zona del Montsant, on hi ha les ermites de Sant Antoni i Santa Magdalena. Aquesta darrera, que havia de ser la base d'una comunitat monàstica frustrada per les autoritats locals, fou construïda al segle xvi, i té unes proporcions que li permeten el sobrenom popular de catedral del Montsant. Sant Antoni sempre ha tingut unes dimensions més modestes, però ha estat sempre seu d'ermitans anacoretes. Actualment hi ha un refugi. També en els vessants del Montsant hi ha l'ermita de Santa Bàrbara i, dins de la població, la de la Mare de Déu de Loreto.

## Comunicacions
Creuen el terme la carretera C-242 (C-12, a Torrebesses/Llardecans-N-420, a les Borges del Camp), que passa pel poble, la TV-7004 (C-242, a Ulldemolins-Vimbodí), i tot just l'extrem de ponent de la carretera LP-7013 (N-240, a Vinaixa-C-242, a Ulldemolins).
Travessen el terme també dos senders de gran recorregut: l'anomenat Sender del Priorat, GR-171, i el GR-65-5, pertanyent al Camí de Sant Jaume, en el seu tram Tarragona-Mequinensa, que just a Ulldemolins té una variant per la serra la Llena.

## Llocs d'interès

### Al nucli urbà

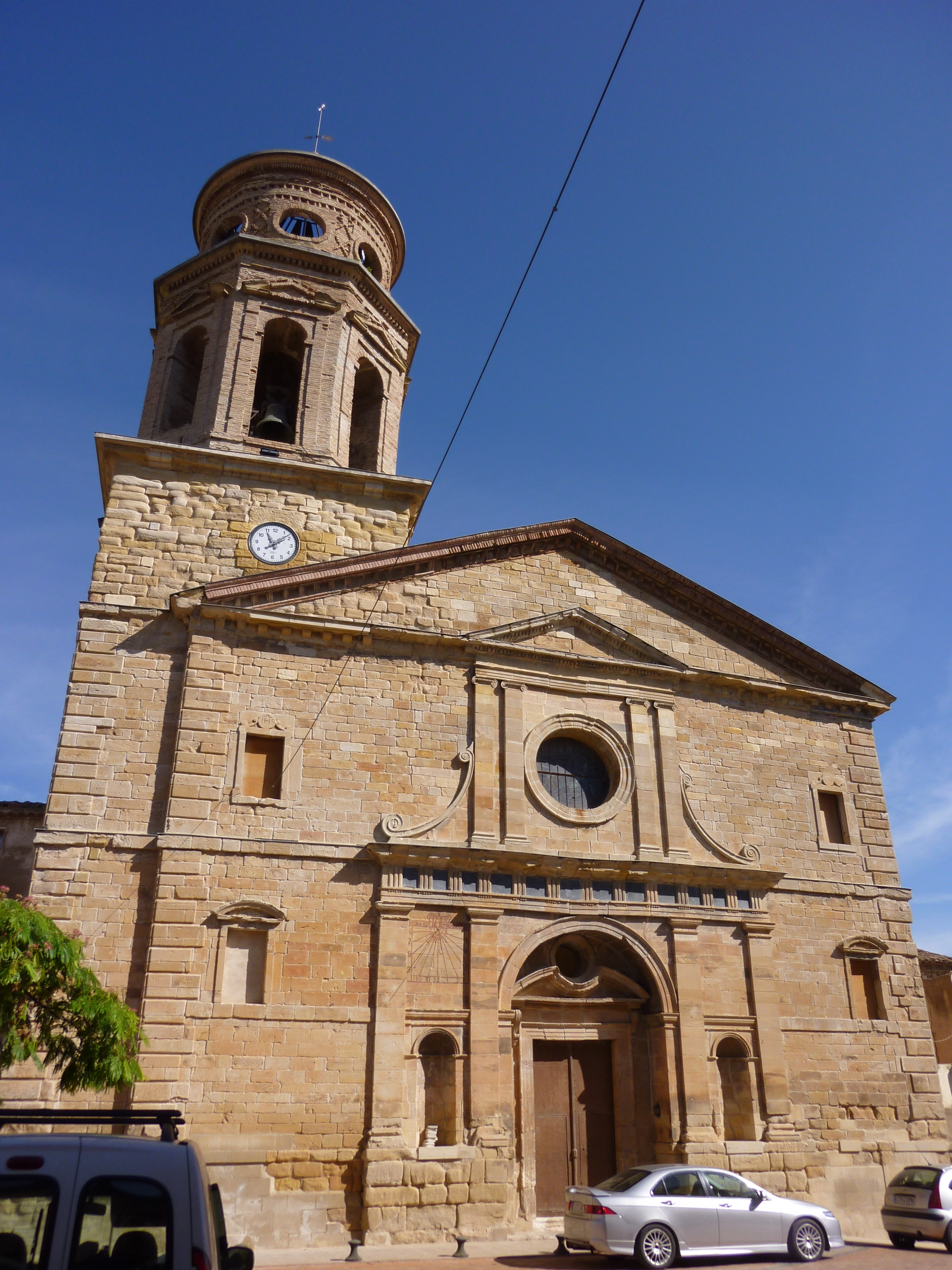
Façana de l'església de Sant Jaume Apòstol d'Ulldemolins.

- Església de Sant Jaume. Església renaixentista traçada a les darreries del segle xvi (1583)
- Santuari de la Mare de Déu del Loreto. De finals del segle xvii, en agraïment a la seva protecció sobre la vila de la plaga de la llagosta l'any 1685. Festivitat 10 de desembre.
- Portal del Roser. És l'únic dels diferents portals de la vila que actualment es conserva.

### Al terme
- La Font del Saüquer (arbre monumental): El saüquer està situat a l'esquerra del rierol del Teix, entre tres majestuosos xops i l'antiga font de la vila. Va ser declarat arbre monumental per la Generalitat de Catalunya l'any 1987. Té 5 troncs principals i una alçària d'onze metres.
- Ermita de Santa Magdalena: coneguda com la catedral del Montsant. Va ser fundada l'any 1558 per fra Llorenç Julià, ermità que excavà i visqué a la cova que va de la cripta al davant de la font de la plaça. També hi són presents unes interessants pintures murals de Josep Juncosa que daten del 1662.
- Ermita de Sant Bartomeu: Es troba en una barrancada lateral del congost del Fraguerau. La fundació de l'eremitori està vinculada a la figura d'un ermità del segle xii, a cavall entre la història i la llegenda: fra Guerau. L'ermita es va bastir al segle xiii, potser, sobre un eremitori anterior i formava part del territori del monestir cistercenc del Bonrepòs. Amb la desaparició d'aquest monestir a la segona meitat del segle xv, Sant Bartomeu i el seu entorn, anomenat la quadra de Fraguerau, van passar a ser propietat de la cartoixa d'Escaladei. L'edifici, d'estil romànic, està format per una nau rectangular.
- Els Tres Jurats: Formacions monumentals de conglomerat, de més de 30 m d'alt. Són unes de les moltes figures producte de l'erosió de l'aigua i el vent que hi ha en el congost i a les quals la tradició popular dona nom.
- Congost de Fraguerau: És la vall del riu Montsant compresa entre el final dels Eixarts i el mas del Soleràs (al terme de la Morera de Montsant). El riu passa entre les serres del Montsant i la Llena, entre uns grans encinglaments de roca conglomerada a banda i banda.

## Demografia
| 1497 f | 1515 f | 1553 f | 1717 | 1787 | 1857  | 1877  | 1887  | 1900  | 1910  |
| ------ | ------ | ------ | ---- | ---- | ----- | ----- | ----- | ----- | ----- |
| 76     | 82     | 110    | 269  | 905  | 1.506 | 1.498 | 1.596 | 1.424 | 1.362 |

| 1920  | 1930  | 1940 | 1950 | 1960 | 1970 | 1981 | 1990 | 1992 | 1994 |
| ----- | ----- | ---- | ---- | ---- | ---- | ---- | ---- | ---- | ---- |
| 1.289 | 1.243 | 936  | 869  | 763  | 671  | 585  | 547  | 521  | 521  |

| 1996 | 1998 | 2000 | 2002 | 2004 | 2006 | 2008 | 2010 | 2012 | 2014 |
| ---- | ---- | ---- | ---- | ---- | ---- | ---- | ---- | ---- | ---- |
| 494  | 499  | 495  | 494  | 484  | 508  | 473  | 470  | 434  | 412  |

| 2016 | 2018 | 2020 | 2022 | 2024 | 2026 | 2028 | 2030 | 2032 | 2034 |
| ---- | ---- | ---- | ---- | ---- | ---- | ---- | ---- | ---- | ---- |
| 401  | 402  | 398  | 409  | 416  | -    | -    | -    | -    | -    |

## Política

### Eleccions al Parlament de Catalunya del 2012
| Candidatura | Candidatura   | Cap de llista          | Vots | Regidors | % vots |
| ----------- | ------------- | ---------------------- | ---- | -------- | ------ |
|             | CiU           | Artur Mas              | 145  |          | 46,32  |
|             | ERC           | Oriol Junqueras        | 73   |          | 23,32  |
|             | PPC           | Alicia Sánchez-Camacho | 28   |          | 8,94   |
|             | PSC           | Pere Navarro           | 19   |          | 6,07   |
|             | ICV-EUiA      | Joan Herrera           | 18   |          | 5,75   |
|             | CUP           | David Fernández        | 16   |          | 5,11   |
|             | C's           | Albert Rivera          | 2    |          | 0,63   |
|             | Vots en blanc |                        | 5    |          | 1,58   |
|             | Altres        |                        | 7    |          | 2,88   |
| Total       | Total         | 317                    | 317  |          | 85,22  |

### Eleccions Municipals
Llista d'alcaldes i nombre de regidors per partit
| Junts-CM             | -  | - | - | - | - | - | - | - | - | - | 2 | - |
| PSC                  | -  | 2 | - | - | - | - | - | - | - | - | - | - |
| PP                   | -  | - | - | - | - | - | - | 0 | - | - | - | - |
| ERC                  | 2  | - | - | - | - | - | 1 | 3 | - | - | 5 | 7 |
| CiU                  | -  | 5 | 7 | 7 | 7 | 7 | 6 | 4 | 7 | 7 | - | - |
| Altres               | 5a | - | - | - | - | - | - | - | - | - | - | - |
| Total                | 7  | 7 | 7 | 7 | 7 | 7 | 7 | 7 | 7 | 7 | 7 | 7 |
| a Joves Independents |    |   |   |   |   |   |   |   |   |   |   |   |